# Рябково (Велізький район)
Рябково (рос. Рябково) — присілок Велізького району Смоленської області Росії. Входить до складу Сітьковського сільського поселення.
Населення — 3 особи (2007 рік).